# Ycoden-Daute-Isora
Ycoden-Daute-Isora es una denominación de origen (DO) establecida en 1994 y con sede en La Guancha, Santa Cruz de Tenerife, Islas Canarias (España)
La historia revela que los antiguos reinos Guanches, llamados Menceyatos, y en concreto los dominios de la princesa Isora, dan nombre a esta denominación de origen, conocida muy especialmente por sus vinos blancos y semisecos. Existe, no obstante, una notoria representación de otras variedades, en especial tintos jóvenes (aunque no exclusivamente), que no pasa del 30% de la producción total.
Esta denominación obtuvo su registro ante la Unión Europea el 15 de noviembre de 1996. También cuenta con registro ante la Organización Mundial de la Propiedad Intelectual desde 22 de junio de 2021.

## Zona de producción
La D.O. Ycoden-Daute-Isora agrupa nueve municipios:
- San Juan de la Rambla
- La Guancha
- Icod de los Vinos
- Garachico
- El Tanque
- Los Silos
- Buenavista del Norte
- Santiago del Teide
- Guía de Isora

## El entorno
En el suelo predominan los compuestos de material volcánico (rocas y cenizas), de carácter arenoso en la costa y acompañados de arcilla arenosa en el interior.
La zona de cultivo va desde prácticamente el nivel del mar a los 1.400 de altitud, extendiéndose por las laderas del Teide.
El clima es el llamado subtropical canario aunque en esta zona se dan grandes constantes entre verano e invierno, noche y día, más acusados cuanto mayor es la altitud. Las precipitaciones son más frecuentes en las zonas orientadas al oeste y en general la zona se beneficia de la humedad de los alisios en verano. La pluviometría media anual es de 540 mm.

## Curiosidades
Esta zona de Tenerife es famosa por la presencia de los milenarios dragos (árboles dragón). Cuya savia roja antaño era muy apreciada por los legendarios poderes medicinales que se le atribuyen. Esta circunstancia casi acaba extinguiendo esta maravilla de la naturaleza de la cual hoy solo quedan algunos ejemplares, y entre estos, quizá el más conocido es el ejemplar milenario de Icod de los Vinos

## Uvas
Tintas
- Tintilla
- Listán negro
- Malvasía rosada
- Negramoll
- Bastardo negro
- Moscatel negra
- Vijariego negra

Blancas
- Bermejuela
- Gual
- Malvasía
- Moscatel
- Pedro Ximénez
- Verdello
- Vijariego
- Bastardo blanco
- Forastera blanca
- Listán blanco
- Sabro
- Torrontés

## Añadas
- 1994 Buena
- 1995 Buena
- 1996 Buena
- 1996 Buena
- 1997 Buena
- 1998 Buena
- 1999 Muy Buena
- 2000 Buena
- 2001 Buena
- 2002 Buena
- 2003 Buena
- 2004 Muy buena

## Bodegas
Bodegas Viñatigo Comunidad De Bienes